# ایندیگو بوکس
ایندیگو بوکس (انگلیسی: Indigo Books) شرکت کتابفروشی کانادایی است، که در سال ۱۹۹۶ توسط هیتر رایسمن تأسیس شد.